# 1667
Năm 1667 (Số La Mã:MDCLXVII) là một năm thường bắt đầu vào thứ bảy (liên kết sẽ hiển thị đầy đủ lịch) trong lịch Gregory (hoặc một năm thường bắt đầu vào thứ ba của lịch Julius chậm hơn 10 ngày).